# Allirajah Subaskaran
Allirajahh Subaskaran (Mulliyawalai, 2 marzo 1972) è un imprenditore e produttore cinematografico singalese naturalizzato britannico.

## Biografia
È fondatore e presidente della compagnia telefonica Lycamobile lanciata nel 2006 e ora disponibile in 23 paesi di tutto il mondo, con una base di abbonati di oltre 14 milioni di clienti.
La sua casa di produzione Lyca Productions ha sede a Chennai, in India e ha iniziato con il suo primo film Kaththi (2014). 
Attualmente ha prodotto il thriller fantascientifico 2.0, propagandato come il film più costoso dell'India e con molti incassi al botteghino.

## Filantropia
Subaskaran Allirajah e sua madre Gnanambikai Allirajah hanno fondato nel 2010 un ente benefico, la fondazione Gnanam.
Fornisce aiuto alle comunità emarginate e a coloro che sono stati abbandonati senza cure durante la guerra civile in Sri Lanka. 
Esiste per estendere i fondi promuovendo mezzi di sostentamento per coloro che hanno bisogno di progetti specifici su base individuale, familiare o comunitaria. 
La fondazione Gnanam si basa sull'etica di "insegnare la pesca a una persona", fornendo alle persone l'opportunità di sviluppare abilità per supportarsi. 
Dal 2012, la fondazione Gnanam ha stretto una partnership con molte altre organizzazioni, tra cui il British Asian Trust, il Children's Hunger Relief ed il Muslim Aid, per donare a favore di una serie di cause meritevoli. 
Nel 2015, la fondazione Gnanam ha deciso di costruire 150 case nel distretto di Vavuniya nello Sri Lanka.

## Premi e riconoscimenti
Nell'ottobre 2011 Lycatel si è classificata al 36º posto nel "Sunday Times 250" tra le principali società private a medio mercato.
Allirajah ha ricevuto un premio d'oro per la migliore impresa complessiva nel 2010 alla cerimonia del premio asiatico Achievers per l'impatto che ha avuto sulla comunità asiatica nel Regno Unito. 
L'Asian Voice Political and Public Life ha assegnato ad Allirajah nel 2011 il premio "Imprenditore internazionale dell'anno".
Nel 2012 gli Asian Business Awards gli hanno conferito il premio "Power of the Year 2011", riconoscendo la crescita del business di Lycamobile a livello globale così come il premio "Imprenditore sociale dell'anno".